# Associazione Sportiva Lucchese Libertas 2001-2002
Questa pagina raccoglie le informazioni riguardanti l'Associazione Sportiva Lucchese Libertas nelle competizioni ufficiali della stagione 2001-2002.

## Stagione
Nella stagione 2001-2002 la Lucchese ha partecipato al ventinovesimo campionato di terza serie della sua storia, nel girone A della serie C1. Ammessa ai play-off, perde la finale con la Triestina (andata: 0-2 a Trieste, ritorno: 3-3 a Lucca, terminata ai supplementari).

## Rosa
| N. |                    | Ruolo | Calciatore                |
| -- | ------------------ | ----- | ------------------------- |
|    | Italia (bandiera)  | P     | Massimo Gazzoli           |
|    | Italia (bandiera)  | P     | Oscar Verderame           |
|    | Italia (bandiera)  | P     | Emanuele Bianchi          |
|    | Italia (bandiera)  | D     | Giacomo Chini             |
|    | Italia (bandiera)  | D     | Stefano Citterio          |
|    | Brasile (bandiera) | D     | Fábio Eduardo Cribari     |
|    | Italia (bandiera)  | D     | Luca Del Chiaro           |
|    | Italia (bandiera)  | D     | Daniele Deoma             |
|    | Mali (bandiera)    | D     | Souleymane Diamoutene     |
|    | Italia (bandiera)  | D     | Corrado Ferracuti         |
|    | Italia (bandiera)  | D     | Matteo Matteazzi          |
|    | Italia (bandiera)  | C     | Francesco D'Aniello       |
|    | Italia (bandiera)  | C     | Giovanni Mario Di Martino |
|    | Italia (bandiera)  | C     | Alessandro La Rocca       |
|    | Italia (bandiera)  | C     | Antonio Magnani           |

| N. |                   | Ruolo | Calciatore          |
| -- | ----------------- | ----- | ------------------- |
|    | Italia (bandiera) | C     | Francesco Marianini |
|    | Italia (bandiera) | C     | Simone Masini       |
|    | Italia (bandiera) | C     | Angelo Paradiso     |
|    | Italia (bandiera) | C     | Vanni Pessotto      |
|    | Italia (bandiera) | C     | Roberto Romualdi    |
|    | Italia (bandiera) | C     | Bruno Russo         |
|    | Italia (bandiera) | A     | Costantino Borneo   |
|    | Italia (bandiera) | A     | Eupremio Carruezzo  |
|    | Italia (bandiera) | A     | Daniele Giraldi     |
|    | Italia (bandiera) | A     | Cristian Masitto    |
|    | Italia (bandiera) | A     | Nazzareno Tarantino |
|    | Italia (bandiera) | D     | Francesco Calanchi  |
|    | Italia (bandiera) | A     | Jonathan Granito    |

## Risultati

### Campionato

#### Girone di andata
| 2 settembre 2001 1ª giornata | Varese | 0 – 0 | Lucchese |  |

| 9 settembre 2001 2ª giornata | Lucchese | 1 – 0 | Lumezzane |  |

| 16 settembre 2001 3ª giornata | Pisa | 0 – 0 | Lucchese |  |

| 23 settembre 2001 4ª giornata | Lucchese | 1 – 0 | Carrarese |  |

| 30 settembre 2001 5ª giornata | SPAL | 1 – 1 | Lucchese |  |

| 7 ottobre 2001 6ª giornata | Lucchese | 1 – 0 | Lecco |  |

| 14 ottobre 2001 7ª giornata | AlbinoLeffe | 1 – 3 | Lucchese |  |

| 21 ottobre 2001 8ª giornata | Reggiana | 3 – 1 | Lucchese |  |

| 28 ottobre 2001 9ª giornata | Lucchese | 1 – 2 | Triestina |  |

| 4 novembre 2001 10ª giornata | Livorno | 3 – 0 | Lucchese |  |

| 11 novembre 2001 11ª giornata | Lucchese | 3 – 2 | Padova |  |

| 18 novembre 2001 12ª giornata | Lucchese | 2 – 1 | Arezzo |  |

| 25 novembre 2001 13ª giornata | Monza | 1 – 0 | Lucchese |  |

| 2 dicembre 2001 14ª giornata | Lucchese | 1 – 1 | Treviso |  |

| 9 dicembre 2001 15ª giornata | Spezia | 1 – 1 | Lucchese |  |

| 16 dicembre 2001 16ª giornata | Lucchese | 5 – 1 | Alzano Virescit |  |

| 23 dicembre 2001 17ª giornata | Cesena | 2 – 0 | Lucchese |  |

#### Girone di ritorno
| 6 gennaio 2002 18ª giornata | Lucchese | 2 – 0 | Varese |  |

| 13 gennaio 2002 19ª giornata | Lumezzane | 2 – 1 | Lucchese |  |

| 20 gennaio 2002 20ª giornata | Lucchese | 1 – 0 | Pisa |  |

| 27 gennaio 2002 21ª giornata | Carrarese | 0 – 2 | Lucchese |  |

| 3 febbraio 2002 22ª giornata | Lucchese | 1 – 0 | SPAL |  |

| 10 febbraio 2002 23ª giornata | Lecco | 1 – 1 | Lucchese |  |

| 17 febbraio 2002 24ª giornata | Lucchese | 0 – 0 | AlbinoLeffe |  |

| 3 marzo 2002 25ª giornata | Lucchese | 2 – 1 | Reggiana |  |

| 10 marzo 2002 26ª giornata | Triestina | 2 – 0 | Lucchese |  |

| 17 marzo 2002 27ª giornata | Lucchese | 0 – 0 | Livorno |  |

| 24 marzo 2002 28ª giornata | Padova | 1 – 0 | Lucchese |  |

| 30 marzo 2002 29ª giornata | Arezzo | 0 – 3 | Lucchese |  |

| 7 aprile 2002 30ª giornata | Lucchese | 1 – 0 | Monza |  |

| 14 aprile 2002 31ª giornata | Treviso | 0 – 1 | Lucchese |  |

| 21 aprile 2002 32ª giornata | Lucchese | 0 – 1 | Spezia |  |

| 28 aprile 2002 33ª giornata | Alzano Virescit | 1 – 0 | Lucchese |  |

| 5 maggio 2002 34ª giornata | Lucchese | 4 – 1 | Cesena |  |